# 阳陂湖站
阳陂湖站，曾用名新桥站，是杭州地铁6号线的一个车站，位于中华人民共和国浙江省杭州市富阳区富春街道新桥村金桥北路与高教路交叉路口北侧，沿金桥北路南北向设置。于2020年12月30日开通运营。

## 车站结构
阳陂湖站为地下二层岛式车站。站台宽度12.6米，在站台北侧有一股逆岔单渡线。车站总建筑面积约为15673平方米。

### 楼层分布
| 1层  | 地面               | 出入口                                     |  |  |
| -1层 | 站厅               | 自动售票机、客服中心、安检通道、车站控制室 |  |  |
| -2层 |                    | █ 6号线 往桂花西路（公望街）               |  |  |
|      | 岛式站台，左侧开门 |                                            |  |  |
|      |                    | █ 6号线 往枸桔弄（高桥）                   |  |  |

## 历史
- 2020年12月30日，本站随6号线一起开通。
- 2021年4月30日，经富阳区政府上报，市相关部门批复，本站正式更名为阳陂湖站[3]